# Katie Grimes
Katie Grimes, née le 8 janvier 2006 à Las Vegas, est une nageuse américaine, spécialiste de crawl.

## Naissance et famille
Katie Grimes est la benjamine d'une famille de sept enfants, dont seulement deux filles. Les membres de sa famille sont tous sportifs ; notamment, deux de ses frères aînés sont également nageurs aux Sandpipers of Nevada (en).

## Compétition

### Débuts
Le club dans lequel Katie Grimes s'entraîne met l'accent sur le 400 mètres 4 nages ; toutefois, rapidement, la jeune nageuse met l'accent sur les longues distances en nage libre. En 2020, elle met son entraînement en pause, non seulement du fait de la pandémie de Covid-19, mais aussi à cause d'une poussée de croissance qui l'oblige à adapter sa technique de nage.

### Jeux olympiques de Tokyo
Katie Grimes n'est pas initialement censée participer aux Jeux olympiques de Tokyo, mais ceux-ci sont décalés d'un an du fait du contexte sanitaire. À quinze ans, elle participe aux Jeux, ce qui fait d'elle la plus jeune athlète de la délégation américaine, ainsi que la plus jeune nageuse olympique américaine depuis Amanda Beard en 1996. Cette participation aux Jeux olympiques correspond à son premier voyage à l'étranger. Elle est candidate aux sélections du 800 mètres nage libre féminin. Lors de la finale du 800 mètres nage libre, elle termine quatrième derrière notamment sa compatriote Katie Ledecky,,.

### Championnats du monde de natation de Budapest
Lors des championnats du monde de natation tenus à Budapest en Hongrie en 2022; initialement prévus en été 2021 mais reportés à cause du changement de date des JO de Tokyo à 2021; Katie remporte deux médailles d'argent dont une aux 400m 4 nages et l'autre aux 1500m nage libre ,,.

### Championnats du monde de natation de Fukuaka
Pendant les championnats du monde de natation à Fukuaka au Japon en 2023, c'est avec la médaille d'argent et celle de bronze qu'elle retourne aux Etats-Unis respectivement aux 400m 4 nages et aux 10km en eau libre,.

### Jeux olympiques de Paris
En 2024 lors des Jeux olympiques d'été de Paris, elle remporte la médaille d'argent aux 400m 4 nages derrière la canadienne Summer McIntosh avec un chrono de 4'37"24,.

## Palmarès
| Années | Compétitions          | Lieux    | Disciplines       | Rang | Récompenses        |
| ------ | --------------------- | -------- | ----------------- | ---- | ------------------ |
| 2022   | Championnats du monde | Budapest | 1500m nage libre  | 2è   | Médaille d'argent  |
| 2022   | Championnats du monde | Budapest | 400m 4 nages      | 2è   | Médaille d'argent  |
| 2023   | Championnats du monde | Fukuaka  | 400m 4 nages      | 2è   | Médaille d'argent  |
| 2023   | Championnats du monde | Fukuaka  | 10km en eau libre | 3è   | Médaille de bronze |
| 2024   | Jeux olympiques d'été | Paris    | 400m 4 nages      | 2è   | Médaille d'argent  |